# 藤原実頼
藤原 実頼（ふじわら の さねより）は、平安時代前期から中期にかけての公卿・歌人。

## 概要
関白・藤原忠平の長男。藤原北家の嫡流として、藤氏長者となり、村上天皇の天暦の治を支えたが、外戚となることができず、嫡流は弟・師輔の子孫（九条流）へと伝えられた。ただし、若くして没した師輔の代理の形ではあるが、関白、次いで摂政に就任している。
また、有職故実に通じ、小野宮流を創始した。

## 経歴
延喜15年（915年）正月20日、16歳のときに元服し、翌21日に叙爵（従五位下）。この叙位は、宇多法皇の口添えによって実行されたと『醍醐天皇御記』にある。その後、右衛門佐、右近衛権少将、右近衛権中将等を歴任し、延長8年（930年）に蔵人頭となる。朱雀天皇の延長9年（931年）に参議に任じた。天慶2年（939年）に大納言に任じられ、天慶7年（944年）に右大臣を拝する。実頼が大納言であった天慶年間に一上の宣旨を蒙っている事が、『台記』や柳原家記録中の『砂巌』等によって分かる。
村上天皇が即位した天暦元年（947年）に左大臣に就任。同時に弟・師輔は右大臣に任ぜられた。実頼・師輔の兄弟で共に村上天皇を輔佐し、天暦の治と評された。
兄弟の間では、兄である実頼が先んじ、天暦3年（949年）、父・忠平の薨去のあとを受けて藤氏長者となる。しかし、後宮争いでは、実頼は述子を、師輔は安子をそれぞれ村上天皇の女御としたが、述子は皇子を生む事なく死去し、一方、安子は東宮憲平親王を始め、為平親王、守平親王を生んでおり、これにより、のちに師輔の子孫が藤原氏の嫡流の座を得ることになる。天暦4年（950年）には憲平親王が立太子が決定されたが、『九暦』逸文によれば、これは村上天皇・藤原穏子（天皇生母）・朱雀法皇・師輔の密談によって決定されたものであり、実頼は関与できなかった。
康保4年（967年）、村上天皇が崩御して憲平親王が即位した（冷泉天皇）。冷泉天皇には狂気の病があり、天皇を輔弼する者が必要であったことから、村上天皇時代には長く置かれなかった関白が復活。天皇の外祖父にあたる師輔は既に没しており、その子らはいずれも若年であったことから、実頼が外戚の長老として関白に就任、同時に太政大臣に補任された。名目上は引き続き臣下筆頭であったものの、外戚にあたる師輔の子達が栄達する見込みであったことから何かと軽んじられることを嘆き、自身の日記では「揚名関白（名ばかりの関白）」と称している。同じ年に天皇の病気を理由として実頼を准摂政としたが、その宣旨は師輔の子である権中納言伊尹・蔵人頭兼家の主導で準備され、実頼の息子である頼忠は、公式に宣旨を発給する任である左大弁であるにもかかわらず、事前に知らされていなかった。
冷泉天皇はその病から、長い在位は望めないことにより、弟皇子から早急に東宮を定める事になった。同母弟で年長の為平親王が有力だったが、東宮には守平親王と決した。これは為平親王の妃が左大臣源高明の娘であり、実頼と右大臣の師尹（実頼、師輔の弟）が、源氏の高明が将来外戚となる事を恐れたためであった。安和2年（969年）失意の高明に突如謀反の嫌疑がかけられ失脚し、大宰府へ流される（安和の変）。実頼はこの陰謀の首謀者とされているが、師尹、伊尹、兼家を擬定する説もある。
同年、冷泉天皇は譲位し、守平親王が即位（円融天皇）。実頼は関白から摂政に転ずる。
翌天禄元年（970年）に病に倒れ、5月薨去。享年71。正一位が追贈され、尾張国に封じられ、清慎公と諡号された。
略系図
|  |  |  |  |              |              |              |              |              |              |  |  |                  |                  |                  |                  |                  |                  |  |  |          |          |          |          |          |          |  |  |                  |                  |                  |                  |                  |                  |  |  |            |            |            |            |            |            |  |  |  |  |  |  |  |  |  |  |  |  |  |  |  |  |  |  |  |  |  |  |  |  |  |  |  |  |  |  |  |  |
|  |  |  |  | 藤原忠平     |              |              |              |              |              |  |  |                  |                  |                  |                  |                  |                  |  |  |          |          |          |          |          |          |  |  |                  |                  |                  |                  |                  |                  |  |  |            |            |            |            |            |            |  |  |  |  |  |  |  |  |  |  |  |  |  |  |  |  |  |  |  |  |  |  |  |  |  |  |  |  |  |  |  |  |
|  |  |  |  |              |              |              |              |              |              |  |  |                  |                  |                  |                  |                  |                  |  |  |          |          |          |          |          |          |  |  |                  |                  |                  |                  |                  |                  |  |  |            |            |            |            |            |            |  |  |  |  |  |  |  |  |  |  |  |  |  |  |  |  |  |  |  |  |  |  |  |  |  |  |  |  |  |  |  |  |
|  |  |  |  |              |              |              |              |              |              |  |  |                  |                  |                  |                  |                  |                  |  |  |          |          |          |          |          |          |  |  |                  |                  |                  |                  |                  |                  |  |  |            |            |            |            |            |            |  |  |  |  |  |  |  |  |  |  |  |  |  |  |  |  |  |  |  |  |  |  |  |  |  |  |  |  |  |  |  |  |
|  |  |  |  | 実頼         | 実頼         | 実頼         | 実頼         | 実頼         | 実頼         |  |  |                  |                  |                  |                  |                  |                  |  |  | 師輔     | 師輔     | 師輔     | 師輔     | 師輔     | 師輔     |  |  | 師尹             | 師尹             | 師尹             | 師尹             | 師尹             | 師尹             |  |  |            |            |            |            |            |            |  |  |  |  |  |  |  |  |  |  |  |  |  |  |  |  |  |  |  |  |  |  |  |  |  |  |  |  |  |  |  |  |
|  |  |  |  | 実頼         | 実頼         | 実頼         | 実頼         | 実頼         | 実頼         |  |  |                  |                  |                  |                  |                  |                  |  |  | 師輔     | 師輔     | 師輔     | 師輔     | 師輔     | 師輔     |  |  | 師尹             | 師尹             | 師尹             | 師尹             | 師尹             | 師尹             |  |  |            |            |            |            |            |            |  |  |  |  |  |  |  |  |  |  |  |  |  |  |  |  |  |  |  |  |  |  |  |  |  |  |  |  |  |  |  |  |
|  |  |  |  |              |              |              |              |              |              |  |  |                  |                  |                  |                  |                  |                  |  |  |          |          |          |          |          |          |  |  |                  |                  |                  |                  |                  |                  |  |  |            |            |            |            |            |            |  |  |  |  |  |  |  |  |  |  |  |  |  |  |  |  |  |  |  |  |  |  |  |  |  |  |  |  |  |  |  |  |
|  |  |  |  | 頼忠         | 頼忠         | 頼忠         | 頼忠         | 頼忠         | 頼忠         |  |  | 村上天皇女御述子 | 村上天皇女御述子 | 村上天皇女御述子 | 村上天皇女御述子 | 村上天皇女御述子 | 村上天皇女御述子 |  |  | 伊尹     | 伊尹     | 伊尹     | 伊尹     | 伊尹     | 伊尹     |  |  | 村上天皇女御安子 | 村上天皇女御安子 | 村上天皇女御安子 | 村上天皇女御安子 | 村上天皇女御安子 | 村上天皇女御安子 |  |  | 兼家       | 兼家       | 兼家       | 兼家       | 兼家       | 兼家       |  |  |  |  |  |  |  |  |  |  |  |  |  |  |  |  |  |  |  |  |  |  |  |  |  |  |  |  |  |  |  |  |
|  |  |  |  | 頼忠         | 頼忠         | 頼忠         | 頼忠         | 頼忠         | 頼忠         |  |  | 村上天皇女御述子 | 村上天皇女御述子 | 村上天皇女御述子 | 村上天皇女御述子 | 村上天皇女御述子 | 村上天皇女御述子 |  |  | 伊尹     | 伊尹     | 伊尹     | 伊尹     | 伊尹     | 伊尹     |  |  | 村上天皇女御安子 | 村上天皇女御安子 | 村上天皇女御安子 | 村上天皇女御安子 | 村上天皇女御安子 | 村上天皇女御安子 |  |  | 兼家       | 兼家       | 兼家       | 兼家       | 兼家       | 兼家       |  |  |  |  |  |  |  |  |  |  |  |  |  |  |  |  |  |  |  |  |  |  |  |  |  |  |  |  |  |  |  |  |
|  |  |  |  |              |              |              |              |              |              |  |  |                  |                  |                  |                  |                  |                  |  |  |          |          |          |          |          |          |  |  |                  |                  |                  |                  |                  |                  |  |  |            |            |            |            |            |            |  |  |  |  |  |  |  |  |  |  |  |  |  |  |  |  |  |  |  |  |  |  |  |  |  |  |  |  |  |  |  |  |
|  |  |  |  | 〔小野宮流〕 | 〔小野宮流〕 | 〔小野宮流〕 | 〔小野宮流〕 | 〔小野宮流〕 | 〔小野宮流〕 |  |  | 冷泉天皇憲平親王 | 冷泉天皇憲平親王 | 冷泉天皇憲平親王 | 冷泉天皇憲平親王 | 冷泉天皇憲平親王 | 冷泉天皇憲平親王 |  |  | 為平親王 | 為平親王 | 為平親王 | 為平親王 | 為平親王 | 為平親王 |  |  | 円融天皇守平親王 | 円融天皇守平親王 | 円融天皇守平親王 | 円融天皇守平親王 | 円融天皇守平親王 | 円融天皇守平親王 |  |  | 〔九条流〕 | 〔九条流〕 | 〔九条流〕 | 〔九条流〕 | 〔九条流〕 | 〔九条流〕 |  |  |  |  |  |  |  |  |  |  |  |  |  |  |  |  |  |  |  |  |  |  |  |  |  |  |  |  |  |  |  |  |
|  |  |  |  | 〔小野宮流〕 | 〔小野宮流〕 | 〔小野宮流〕 | 〔小野宮流〕 | 〔小野宮流〕 | 〔小野宮流〕 |  |  | 冷泉天皇憲平親王 | 冷泉天皇憲平親王 | 冷泉天皇憲平親王 | 冷泉天皇憲平親王 | 冷泉天皇憲平親王 | 冷泉天皇憲平親王 |  |  | 為平親王 | 為平親王 | 為平親王 | 為平親王 | 為平親王 | 為平親王 |  |  | 円融天皇守平親王 | 円融天皇守平親王 | 円融天皇守平親王 | 円融天皇守平親王 | 円融天皇守平親王 | 円融天皇守平親王 |  |  | 〔九条流〕 | 〔九条流〕 | 〔九条流〕 | 〔九条流〕 | 〔九条流〕 | 〔九条流〕 |  |  |  |  |  |  |  |  |  |  |  |  |  |  |  |  |  |  |  |  |  |  |  |  |  |  |  |  |  |  |  |  |
|  |  |  |  |              |              |              |              |              |              |  |  |                  |                  |                  |                  |                  |                  |  |  |          |          |          |          |          |          |  |  | 〔現皇室〕       |                  |                  |                  |                  |                  |  |  |            |            |            |            |            |            |  |  |  |  |  |  |  |  |  |  |  |  |  |  |  |  |  |  |  |  |  |  |  |  |  |  |  |  |  |  |  |  |

## 人物
政治家として
実頼は、最終的に弟の師輔の家系に嫡流を譲ることになったことから、『栄花物語』が師輔を、「一（実頼）苦しき二の人（師輔）」と実頼とを比較して評するなど、政治的実権が乏しく、直接の外戚の座を獲得した師輔、伊尹・兼家親子に実権を持たれていたと考えられている。
しかし、村上朝においては、太政官符・宣旨発給の責任者である上卿の回数が師輔と較べて多い。また、冷泉天皇即位式の際、通常は大極殿で行うべきところを、天皇御悩のために、異常事に備えるべく内裏内の紫宸殿で挙行するように変更、これが実頼の功績であると称賛され、以降、これが通例となったことなどから、実頼の政治的才覚がうかがえる事例もあり、更なる議論が必要と思われる。
文化人として
有職故実に詳しく、父・忠平の教命を受けて『小野宮故実旧例』を執筆。朝廷儀礼の一つである小野宮流を形成した。なお、実頼の流派が小野宮流と呼ばれる所以は彼の邸宅名による。
また、日記『清慎公記』を著していた事が『小右記』等の逸文によって知られる。なお、藤原公任が『清慎公記』の部類記を作成する際に書写せず原本を直接切り貼りしたため、部類記収録以外のものは反故になってしまい、元来の所持者であったと考えられる公任の従兄弟の藤原実資（公任・実資ともに実頼の孫）の憤激を買っている。その部類記も長和4年（1015年）の藤原教通邸焼亡の折に焼失したため現存していない。また、同じく公任の『北山抄』に度々引用されている「私記」も『清慎公記』の事と考えられている。なお、実頼は忠平の『貞信公記』に注釈を加えた際に自己の記述も「私記」と記しているが、『北山抄』引用の「私記」には忠平が第三者として登場する事から、実頼自身は『清慎公記』の事も「私記」と称していたと考えられている。
和歌に秀で、歌集『清慎公集』がある他、『後撰和歌集』（9首）以下の勅撰和歌集に34首が採録されている。ほかに笙・箏の名手として知られ、特に箏は醍醐天皇より学んでいる。
実頼は多才で趣味も豊富である上に、きちんとした性格で人の模範として引かれる程であった。一方で、心の奥底が深く気難しい性格であったという評価もある。

## 逸話
- 実頼は私邸の南庭に出る時、常に冠を被っていた。人がこれを怪しんで聞くと、稲荷山が南庭から望まれ、敬して威儀を正しているのだと答えた。もしも、これを忘れれば袖で頭を隠して邸内に駆け入っていた。彼の謹直なる事かくの如し[6]。
- 実頼の幼名が「牛養（うしかい）」であったため、実頼の一族は牛車の牛を扱う「牛飼童（うしかいわらわ）」の事を、「牛つき」と呼んだ[6]。
- 異母弟の師輔が長身であったのに対し、実頼は背が低かった。そのため、糊のきいた強装束を用いていた[7]。
- 平将門追討の将軍であった藤原忠文は、東国到着以前に乱が決着したためそのまま帰京した。その論功行賞について、「賞の疑はしきはゆるせ」と主張する師輔に対し、実頼は「疑はしきことをば行はざれ」と主張し通して恩賞を出さなかったので、忠文の恨みをかった。そのため忠文の怨霊によって実頼の子孫が繁栄しなかったといわれている[8]。
- 実頼の邸宅小野宮第は、もとは文徳天皇皇子惟喬親王の邸宅であり、双六賭博の質種として得たものであるといわれている[9]。
- 実頼は小野宮第の大炊門前に菓子を置き、それを食べる京の民衆の雑談を聞いて世情を知った[8]。
- 小野宮第の四足門に菅原道真の霊が来て、実頼と終夜対談したといわれている[10]。
- 師輔の亡霊が生前実頼家の子孫断絶の祈願をした事を語ったという話を、実頼孫藤原実資が観修僧都から聞き、「骨肉と云ふと雖も、用心あるべきか」と述べた[11]。
- 村上天皇の御前で、実頼が、師輔と醍醐天皇皇女康子内親王の密通を暴露した[12]。『栄花物語』に「いとたはしき（淫しき）」と評価される程、師輔が好色であったのに対し、実頼が当時の貴族としては珍しく堅物であったという。また、『中外抄』（藤原忠実の語録）は、摂関家の言い伝えとして「九条殿（師輔）は、まらのおほきにおはしましければ」という記述がある。
- 実頼薨去の折、諸人が小野宮第の門前に集まって挙哀した[7]。

## 官歴
※月日は旧暦。特に指示のない限り『公卿補任』の記載による。
| 年紀              | 事歴                                                                   |
| ----------------- | ---------------------------------------------------------------------- |
| 延喜15年（915年） | 正月21日：叙爵（従五位下）。9月23日：昇殿                              |
| 延喜16年（916年） | 3月28日：阿波権守                                                      |
| 延喜17年（917年） | 5月24日：右衛門佐                                                      |
| 延喜18年（918年） | 9月9日：次侍従                                                         |
| 延喜19年（919年） | 正月28日：右近衛権少将                                                 |
| 延喜20年（920年） | 9月21日：備中権介                                                      |
| 延喜21年（921年） | 正月7日：従五位上。正月30日：兼備前介                                  |
| 延喜22年（922年） | 正月30日：兼近江介                                                     |
| 延長4年（926年）  | 正月7日：正五位下。2月25日：五位蔵人                                   |
| 延長5年（927年）  | 正月12日：兼紀伊権守                                                   |
| 延長6年（928年）  | 正月7日：従四位下。正月29日：昇殿。6月9日：右近衛権中将。              |
| 延長7年（929年）  | 正月29日：兼播磨権守                                                   |
| 延長8年（930年）  | 8月25日：蔵人頭（醍醐天皇近侍）。9月25日：蔵人頭（朱雀天皇近侍）。     |
| 延長9年（931年）  | 3月13日：参議                                                          |
| 承平元年（931年） | 12月17日：兼讃岐権守                                                   |
| 承平2年（932年）  | 11月16日：従四位上                                                     |
| 承平3年（933年）  | 5月27日：兼右衛門督検非違使別当                                        |
| 承平4年（934年）  | 12月21日：従三位、中納言                                               |
| 承平5年（935年）  | 2月23日：兼左衛門督。6月10日：初めて政を聴す                           |
| 天慶元年（938年） | 6月23日：兼右近衛大将を兼任。9月5日：右馬寮御監。12月14日：兼按察使    |
| 天慶2年（939年）  | 8月27日：大納言                                                        |
| 天慶3年（940年）  | 11月19日：見大歌所別当。12月7日：東大寺俗別当                          |
| 天慶4年（941年）  | 12月27日：勘解由検校                                                   |
| 天慶6年（943年）  | 正月7日、正三位                                                        |
| 天慶年間          | 実頼大納言の時、一上宣旨を蒙る                                         |
| 天慶7年（944年）  | 4月7日：右大臣。8月19日：東大寺検校                                    |
| 天慶8年（945年）  | 11月25日：左近衛大将を兼任。12月16日：数所の別当に補任                 |
| 天慶9年（946年）  | 正月7日：従二位。5月4日、蔵人所別当                                    |
| 天暦元年（947年） | 4月26日：左大臣                                                        |
| 天暦3年（949年）  | 8月14日：氏長者。                                                      |
| 天暦4年（950年）  | 7月23日：兼皇太子傅                                                    |
| 天暦8年（954年）  | 5月15日：正二位                                                        |
| 天徳元年（957年） | 3月20日：辞左近衛大将（依病）                                          |
| 康保元年（964年） | 正月7日：従一位                                                        |
| 康保4年（967年）  | 6月22日：関白。8月19日：准摂政（冷泉天皇御悩の間）。12月13日：太政大臣 |
| 安和2年（969年）  | 8月13日：摂政。                                                        |
| 天禄元年（970年） | 5月18日：薨去。5月20日：贈正一位、封尾張国、諡号清慎公                 |

## 系譜
- 父：藤原忠平（880-949）
- 母：源順子（宇多天皇の娘[注釈 3]）
- 妻：藤原時平の娘
  - 長男：藤原敦敏（918-947）
  - 次男：藤原頼忠（924-989）
  - 三男：藤原斉敏（928-973）
  - 三女：藤原述子（933-947） - 村上天皇女御
- 妻：源氏某（?-936）
- 妻：藤原能子（藤原定方の娘）（?-964）
- 生母不明の子女
  - 長女：藤原慶子（?-951） - 朱雀天皇女御
  - 次女：源高明室（?-947）
- 養子女
  - 養子：藤原佐理（944-998） - 実は藤原敦敏の長男
  - 養子：藤原実資（957-1046） - 実は藤原斉敏の四男

源能有の女・昭子を母とする藤原師輔・師氏・師尹らは異母弟にあたる。

## 和歌
- 勅撰集
  - 後撰和歌集
    - 山里の 物さびしさは 荻の葉の なびくごとにぞ 思ひやらるる
    - まだしらぬ 人もありける 東路に 我も行きてぞ すむべかりける
    - 松もひき わかなもつます 成ぬるを いつしか桜 はやもさかなむ
    - 鈴虫の おとらぬねこそ なかれけれ 昔の秋を 思やりつゝ

  - 拾遺和歌集
    - 桜花 のどけかりけり なき人を こふる涙ぞ まづはおちける
    - おくれゐて なくなるよりは 葦鶴の などて齢を ゆづらざりけむ
    - あな恋し はつかに人を みづの泡の きえかへるとも しらせてしがな

  - 新古今和歌集
    - をみなへし 見るに心は なぐさまで いとど昔の 秋ぞこひしき

  - 続古今和歌集
    - 池水に 国さかえける まきもくの たまきの風は いまものこれり

  - 新千載和歌集
    - 鶯の やどの花だに 色こくは 風にしらせで しばしまたなむ

- 私家集
  - 清慎公集
    - 逢ひみても 恋にも物の かなしくは なぐさめがたく なりぬべきかな